# Ente nazionale di assistenza sociale
L'Ente nazionale di assistenza sociale (ENAS) è stato dal 1953 al 2018 un ente di patronato e di assistenza sociale prima della CISNAL e poi dell'Unione Generale del Lavoro.

## Storia
Viene costituito nei primi anni '50 come patronato della CISNAL. Fu riconosciuto giuridicamente dal decreto del 7 agosto 1953 dell’allora ministro del Lavoro e della Previdenza Sociale del VI governo De Gasperi.
Con la nascita nel 1996 della Confederazione sindacale UGL, ne diviene il suo patronato.
Il presidente, veniva nominato dalla segreteria confederale della UGL. Ultimi presidenti sono stati Paolo Mattei, in carica dal gennaio 2015 e, dal maggio 2016 Stefano Cetica.
A seguito di una crisi finanziaria del patronato, l'Ugl nel 2018 ha fatto un accordo con l’Associazione Cristiana Artigiani Italiani, e il suo patronato ACAI, in seguito alla fusione per incorporazione dell'ENAS, con la nascita in settembre del Patronato ACAI-ENAS.

## Funzioni e finalità
Sono finalità istituzionali dell'istituto: informazione, consulenza, assistenza e tutela gratuite a favore dei lavoratori dipendenti ed autonomi, dei pensionati e dei singoli cittadini. L'ENAS ha natura di persona giuridica di diritto privato e svolge un servizio di pubblica utilità attraverso la tutela gratuita dei cittadini, ed è componente attiva del sistema servizi UGL. Svolge anche i suoi servizi per gli italiani all'estero.